# 지배 계급 (영화)
지배 계급(The Ruling Class)은 영국에서 제작된 피터 메덕 감독의 1972년 코미디, 드라마 영화이다. 피터 오툴 등이 주연으로 출연하였고 줄스 벅 등이 제작에 참여하였다.

## 출연

### 주연
- 피터 오툴
- 알라스테어 심

### 조연
- 아서 로우
- 해리 앤드류즈
- 코럴 브라운
- 마이클 브라이언트
- 나이젤 그린
- 윌리엄 머빈
- 캐롤린 세이무어
- 제임스 빌리어스
- 휴 버든
- 그레이엄 크로우덴
- 케이 월쉬
- 팻시 번
- 제임스 하젤딘
- 올리버 맥그리비
- 헨리 울프
- 닐 케네디
- 로널드 애덤
- 줄리안 달비
- 디클란 물홀랜드
- 레웰린 리스
- 레슬리 스코필드
- 마가렛 러시

## 제작진
- 원작자: 피터 반즈
- 미술: 피터 멀톤
- 의상: 루스 마이어스